# سانتا سسیلیا
سانتا سسیلیا (به اسپانیایی: Santa Cecilia) یک شهرستان در اسپانیا است که در کاستیا و لئون واقع شده‌است.

## خصوصیات
سانتا سسیلیا ۱۲٫۴۶ کیلومترمربع مساحت و ۱۰۵ نفر جمعیت دارد و ۸۴۵ متر بالاتر از سطح دریا واقع شده‌است.